# هودر (عشق‌آباد)
هودر، روستایی در دهستان دستگردان بخش مرکزی شهرستان عشق‌آباد در استان خراسان جنوبی ایران است. این روستا، مرکز دهستان دستگردان است.

## پیشینه
هودر روستایی تاریخی از توابع بخش دستگردان بوده و دارای قلعه ای قدیمی به همین نام می‌باشد. قدمت این قلعه به بیش از ۲۰۰ سال می‌رسد و همچنان پابرجاست، با توجه به زلزله ویرانگر سال ۵۷ طبس، قلعه روستای هودر از سالم‌ترین بافت‌های برجای مانده در شهرستان طبس می‌باشد. در سالهای گذشته مسجد تاریخی این قلعه توسط سازمان میراث فرهنگی مرمت و بازسازی شده است.

## وضعیت جغرافیایی
این روستا اولین روستای پرجمعیت بخش مرکزی است که دارای جمعیتی بالغ بر ۵۰۰ نفر و حدود ۱۵۰خانوار می‌باشد. روستاهای دهنو توکلی در شمال، دستگردان در شرق، نوک در شمال شرقی، محمدآباد قدیم در جنوب غربی، احمدآباد کلاته در شمال شرقی و منصوریه در جنوب و روستاهای ابراهیم‌آباد، وکیل آباد و نصرآباد در غرب، این روستا را احاطه کرده‌اند. ودر کنار جاده اصلی طبس – عشق آباد، بردسکن، کاشمر، مشهد واقع شده است، آب و هوای روستا گرم و خشک است ومنطقه شرقی این روستا که اغلب بادهای منطقه، از آن سمت می‌وزد در زمان طاغوت به علت بادهای فراوان و شن‌های روان تاغکاری شده است، ولی متأسفانه هم‌اکنون تقریباً رو به تخریب است میزان بارندگی آن بسیار پایین که وجود چند سال متوالی خشکسالی مؤید این مطلب است.
این روستا در ۸ کیلومتری مرکز شهرستان (شهر عشق آباد) قرار گرفته و جاده ارتباطی روستای مذکور آسفالت می‌باشد.
شورای اسلامی و دهیاری روستا تلاش فراوانی در جهت ایجاد فضای سبز روستا انجام داده که نتایج آن در به ثمر نشستن بیش از ۳۰۰۰اصله درخت هویداست. علاوه بر این امکانات رفاهی و تفریحی ویژه کودکان در زمینی به مساحت ۴۰۰۰ متر مربع ودر کنار جاده اصلی عشق آباد به طبس فراهم و اطراف آن نیز درختکاری گردیده است.

## اقتصاد
اکثر اهالی روستا به کشاورزی مشغول می‌باشند و اندکی نیز به شغل‌های متفرقه همچون فرهنگی، خدماتی، دولتی و دامداری مشغولند. عمده محصولات کشاورزان گندم، جو، کنجد، زیره سبز، سیر، زعفران است و در فصل تابستان نیز محصولاتی نیز مانند هندوانه و خربزه و …….. کشت و به بازار عرضه می‌شود. دامداری در این روستا سنتی بوده و غالباً در کنار کشاورزی نیز دامداری انجام می‌گیرد. گوسفند، بز، گاو و شتر از عمده‌ترین حیوانات مشمول نگهداری دامداران است.

## امکانات
روستای هودر دارای خانه بهداشت، فروشندگی مواد نفتی و مصرف، پایگاه بسیج برادران و خواهران، مرکز مخابرات، دفتر ict و پست بانک، نمایندگی ماهان گاز، مسجدکنار راهی، صندوق قرض الحسنه، کتابخانه عمومی، نانوایی ماشینی، شرکت تعاونی کشاورزی بهار کویر، دبستان ابتدایی و … می‌باشد که علاوه بر سرویس دهی به اهالی روستا، اهالی روستاهای هم جوار را نیز سرویس دهی می‌نماید.
در حال حاضر طرح هادی روستا توسط بنیاد مسکن محترم انقلاب اسلامی شهرستان طبس در حال اجرا می‌باشد. که بعد از اجرای طرح فوق یقیناً و بدون شک چهره روستا عوض و با توجه به ساختار تقریباً فنی و مهندسی چهره روستا دگرگون خواهد شد.
لازم است ذکر شود که روستای هودر در سال ۱۳۵۰ بر اثر سیل تخریب گردیده که توسط دولت وقت خانه‌هایی در حدود ۴۰ متر ساخته و در اختیار اهالی قرار گرفته است.

## جمعیت
بر پایه سرشماری عمومی نفوس و مسکن در سال ۱۳۹۵، جمعیت این روستا برابر با ۴۴۳ نفر (۱۴۸ خانوار) بوده است.